# Danh sách tiểu hành tinh: 19201–19300
| Tên                 | Tên đầu tiên | Ngày phát hiện       | Nơi phát hiện            | Người phát hiện                                  |
| ------------------- | ------------ | -------------------- | ------------------------ | ------------------------------------------------ |
| 19201 -             | 1992 GZ4     | 4 tháng 4 năm 1992   | La Silla                 | E. W. Elst                                       |
| 19202 -             | 1992 HN      | 29 tháng 4 năm 1992  | Kitt Peak                | Spacewatch                                       |
| 19203 -             | 1992 HJ2     | 27 tháng 4 năm 1992  | Kitt Peak                | Spacewatch                                       |
| 19204 -             | 1992 ME      | 21 tháng 6 năm 1992  | Palomar                  | J. Mueller                                       |
| 19205 -             | 1992 PT      | 8 tháng 8 năm 1992   | Caussols                 | E. W. Elst                                       |
| 19206               | 1992 PH4     | 2 tháng 8 năm 1992   | Palomar                  | H. E. Holt                                       |
| 19207               | 1992 QS1     | 24 tháng 8 năm 1992  | Palomar                  | H. E. Holt                                       |
| 19208 Starrfield    | 1992 RW      | 2 tháng 9 năm 1992   | Đài quan sát Tautenburg  | F. Börngen, L. D. Schmadel                       |
| 19209 -             | 1992 UW2     | 25 tháng 10 năm 1992 | Kiyosato                 | S. Otomo                                         |
| 19210 -             | 1992 YE4     | 25 tháng 12 năm 1992 | Geisei                   | T. Seki                                          |
| 19211               | 1993 DM      | 21 tháng 2 năm 1993  | Kushiro                  | S. Ueda, H. Kaneda                               |
| 19212 -             | 1993 FL18    | 17 tháng 3 năm 1993  | La Silla                 | UESAC                                            |
| 19213 -             | 1993 FF21    | 21 tháng 3 năm 1993  | La Silla                 | UESAC                                            |
| 19214 -             | 1993 FT22    | 21 tháng 3 năm 1993  | La Silla                 | UESAC                                            |
| 19215 -             | 1993 FS29    | 21 tháng 3 năm 1993  | La Silla                 | UESAC                                            |
| 19216 -             | 1993 FA37    | 19 tháng 3 năm 1993  | La Silla                 | UESAC                                            |
| 19217 -             | 1993 FE43    | 19 tháng 3 năm 1993  | La Silla                 | UESAC                                            |
| 19218 -             | 1993 FH49    | 19 tháng 3 năm 1993  | La Silla                 | UESAC                                            |
| 19219 -             | 1993 OH5     | 20 tháng 7 năm 1993  | La Silla                 | E. W. Elst                                       |
| 19220 -             | 1993 OX11    | 19 tháng 7 năm 1993  | La Silla                 | E. W. Elst                                       |
| 19221 -             | 1993 PD3     | 14 tháng 8 năm 1993  | Caussols                 | E. W. Elst                                       |
| 19222 -             | 1993 QK1     | 16 tháng 8 năm 1993  | Caussols                 | E. W. Elst                                       |
| 19223 -             | 1993 QH8     | 20 tháng 8 năm 1993  | La Silla                 | E. W. Elst                                       |
| 19224 Orosei        | 1993 RJ3     | 15 tháng 9 năm 1993  | Cima Ekar                | A. Boattini                                      |
| 19225 -             | 1993 RX5     | 15 tháng 9 năm 1993  | La Silla                 | E. W. Elst                                       |
| 19226 Peiresc       | 1993 RA8     | 15 tháng 9 năm 1993  | La Silla                 | E. W. Elst                                       |
| 19227               | 1993 RH16    | 15 tháng 9 năm 1993  | La Silla                 | H. Debehogne, E. W. Elst                         |
| 19228 -             | 1993 SN1     | 16 tháng 9 năm 1993  | Kitami                   | K. Endate, K. Watanabe                           |
| 19229 -             | 1993 SD5     | 19 tháng 9 năm 1993  | Caussols                 | E. W. Elst                                       |
| 19230 -             | 1993 TU      | 11 tháng 10 năm 1993 | Kitami                   | K. Endate, K. Watanabe                           |
| 19231 -             | 1993 TL5     | 9 tháng 10 năm 1993  | Kitt Peak                | Spacewatch                                       |
| 19232 -             | 1993 TJ15    | 9 tháng 10 năm 1993  | La Silla                 | E. W. Elst                                       |
| 19233 -             | 1993 UD7     | 20 tháng 10 năm 1993 | La Silla                 | E. W. Elst                                       |
| 19234 Victoriahibbs | 1993 VC1     | 9 tháng 11 năm 1993  | Palomar                  | E. F. Helin                                      |
| 19235 van Schurman  | 1993 VS4     | 9 tháng 11 năm 1993  | Caussols                 | E. W. Elst                                       |
| 19236 -             | 1993 XV      | 11 tháng 12 năm 1993 | Oizumi                   | T. Kobayashi                                     |
| 19237 -             | 1994 AP      | 4 tháng 1 năm 1994   | Oizumi                   | T. Kobayashi                                     |
| 19238 -             | 1994 AV1     | 9 tháng 1 năm 1994   | Fujieda                  | H. Shiozawa, T. Urata                            |
| 19239 -             | 1994 AM2     | 7 tháng 1 năm 1994   | Hidaka                   | H. Shiozawa                                      |
| 19240 -             | 1994 AZ10    | 8 tháng 1 năm 1994   | Kitt Peak                | Spacewatch                                       |
| 19241 -             | 1994 BH4     | 16 tháng 1 năm 1994  | Caussols                 | E. W. Elst, C. Pollas                            |
| 19242 -             | 1994 CB1     | 3 tháng 2 năm 1994   | Kiyosato                 | S. Otomo                                         |
| 19243 Bunting       | 1994 CD9     | 10 tháng 2 năm 1994  | Palomar                  | C. S. Shoemaker, E. M. Shoemaker                 |
| 19244 -             | 1994 CX12    | 7 tháng 2 năm 1994   | La Silla                 | E. W. Elst                                       |
| 19245 -             | 1994 EL2     | 8 tháng 3 năm 1994   | Palomar                  | E. F. Helin                                      |
| 19246 -             | 1994 EL7     | 14 tháng 3 năm 1994  | Nyukasa                  | M. Hirasawa, S. Suzuki                           |
| 19247 -             | 1994 LO1     | 2 tháng 6 năm 1994   | Kitt Peak                | Spacewatch                                       |
| 19248 -             | 1994 PT      | 14 tháng 8 năm 1994  | Oizumi                   | T. Kobayashi                                     |
| 19249 -             | 1994 PO25    | 12 tháng 8 năm 1994  | La Silla                 | E. W. Elst                                       |
| 19250 -             | 1994 PF26    | 12 tháng 8 năm 1994  | La Silla                 | E. W. Elst                                       |
| 19251 Totziens      | 1994 RY1     | 3 tháng 9 năm 1994   | Đài thiên văn Zimmerwald | P. Wild                                          |
| 19252 -             | 1994 RG7     | 12 tháng 9 năm 1994  | Kitt Peak                | Spacewatch                                       |
| 19253 -             | 1994 RN28    | 5 tháng 9 năm 1994   | La Silla                 | E. W. Elst                                       |
| 19254 -             | 1994 VD7     | 11 tháng 11 năm 1994 | Nyukasa                  | M. Hirasawa, S. Suzuki                           |
| 19255               | 1994 VK8     | 8 tháng 11 năm 1994  | La Palma                 | A. Fitzsimmons, D. O'Ceallaigh, I. P. Williams   |
| 19256               | 1994 WA4     | 28 tháng 11 năm 1994 | Kushiro                  | S. Ueda, H. Kaneda                               |
| 19257 -             | 1995 DS5     | 22 tháng 2 năm 1995  | Kitt Peak                | Spacewatch                                       |
| 19258 Gongyi        | 1995 FT20    | 24 tháng 3 năm 1995  | Xinglong                 | Chương trình tiểu hành tinh Bắc Kinh Schmidt CCD |
| 19259 -             | 1995 GB      | 1 tháng 4 năm 1995   | Oizumi                   | T. Kobayashi                                     |
| 19260 -             | 1995 GT      | 4 tháng 4 năm 1995   | Kiyosato                 | S. Otomo                                         |
| 19261               | 1995 MB      | 21 tháng 6 năm 1995  | Siding Spring            | R. H. McNaught                                   |
| 19262 -             | 1995 OB1     | 29 tháng 7 năm 1995  | Stroncone                | A. Vagnozzi                                      |
| 19263 Lavater       | 1995 OH10    | 21 tháng 7 năm 1995  | Đài quan sát Tautenburg  | F. Börngen                                       |
| 19264 -             | 1995 SE10    | 17 tháng 9 năm 1995  | Kitt Peak                | Spacewatch                                       |
| 19265 -             | 1995 SD24    | 19 tháng 9 năm 1995  | Kitt Peak                | Spacewatch                                       |
| 19266               | 1995 TF1     | 14 tháng 10 năm 1995 | Xinglong                 | Chương trình tiểu hành tinh Bắc Kinh Schmidt CCD |
| 19267 -             | 1995 TB8     | 15 tháng 10 năm 1995 | Kitt Peak                | Spacewatch                                       |
| 19268 Morstadt      | 1995 UZ      | 21 tháng 10 năm 1995 | Ondřejov                 | P. Pravec                                        |
| 19269 -             | 1995 UQ11    | 17 tháng 10 năm 1995 | Kitt Peak                | Spacewatch                                       |
| 19270 -             | 1995 VS8     | 14 tháng 11 năm 1995 | Kitt Peak                | Spacewatch                                       |
| 19271 -             | 1995 VG13    | 15 tháng 11 năm 1995 | Kitt Peak                | Spacewatch                                       |
| 19272 -             | 1995 WO15    | 17 tháng 11 năm 1995 | Kitt Peak                | Spacewatch                                       |
| 19273 -             | 1995 XJ      | 10 tháng 12 năm 1995 | Kleť                     | Kleť                                             |
| 19274 -             | 1995 XA1     | 15 tháng 12 năm 1995 | Oizumi                   | T. Kobayashi                                     |
| 19275 -             | 1995 XF1     | 15 tháng 12 năm 1995 | Oizumi                   | T. Kobayashi                                     |
| 19276 -             | 1995 XS4     | 14 tháng 12 năm 1995 | Kitt Peak                | Spacewatch                                       |
| 19277 -             | 1995 YD      | 17 tháng 12 năm 1995 | Oizumi                   | T. Kobayashi                                     |
| 19278 -             | 1995 YN      | 19 tháng 12 năm 1995 | Oizumi                   | T. Kobayashi                                     |
| 19279 -             | 1995 YC4     | 28 tháng 12 năm 1995 | Haleakala                | AMOS                                             |
| 19280 -             | 1996 AV      | 11 tháng 1 năm 1996  | Oizumi                   | T. Kobayashi                                     |
| 19281 -             | 1996 AP3     | 14 tháng 1 năm 1996  | Haleakala                | AMOS                                             |
| 19282               | 1996 AM15    | 14 tháng 1 năm 1996  | Xinglong                 | Chương trình tiểu hành tinh Bắc Kinh Schmidt CCD |
| 19283 -             | 1996 BJ2     | 26 tháng 1 năm 1996  | Oizumi                   | T. Kobayashi                                     |
| 19284 -             | 1996 BU3     | 27 tháng 1 năm 1996  | Oizumi                   | T. Kobayashi                                     |
| 19285               | 1996 CM9     | 12 tháng 2 năm 1996  | Kushiro                  | S. Ueda, H. Kaneda                               |
| 19286 -             | 1996 DU      | 19 tháng 2 năm 1996  | Oizumi                   | T. Kobayashi                                     |
| 19287 Paronelli     | 1996 DH1     | 22 tháng 2 năm 1996  | Sormano                  | M. Cavagna, A. Testa                             |
| 19288 -             | 1996 FJ5     | 20 tháng 3 năm 1996  | Kitami                   | K. Endate, K. Watanabe                           |
| 19289 -             | 1996 HY12    | 17 tháng 4 năm 1996  | La Silla                 | E. W. Elst                                       |
| 19290 Schroeder     | 1996 JR1     | 15 tháng 5 năm 1996  | Haleakala                | NEAT                                             |
| 19291 Karelzeman    | 1996 LF      | 6 tháng 6 năm 1996   | Ondřejov                 | P. Pravec, L. Šarounová                          |
| 19292 -             | 1996 NG5     | 14 tháng 7 năm 1996  | La Silla                 | E. W. Elst                                       |
| 19293 Dedekind      | 1996 OF      | 18 tháng 7 năm 1996  | Prescott                 | P. G. Comba                                      |
| 19294 Weymouth      | 1996 PF      | 6 tháng 8 năm 1996   | Lime Creek               | R. Linderholm                                    |
| 19295 -             | 1996 RC1     | 10 tháng 9 năm 1996  | Haleakala                | NEAT                                             |
| 19296 -             | 1996 RO4     | 13 tháng 9 năm 1996  | Haleakala                | NEAT                                             |
| 19297 -             | 1996 RS24    | 8 tháng 9 năm 1996   | Kitt Peak                | Spacewatch                                       |
| 19298 Zhongkeda     | 1996 SU4     | 20 tháng 9 năm 1996  | Xinglong                 | Chương trình tiểu hành tinh Bắc Kinh Schmidt CCD |
| 19299               | 1996 SZ4     | 16 tháng 9 năm 1996  | La Palma                 | A. Fitzsimmons, M. J. Irwin, I. P. Williams      |
| 19300               | 1996 SH6     | 18 tháng 9 năm 1996  | Xinglong                 | Chương trình tiểu hành tinh Bắc Kinh Schmidt CCD |